# Comté de Kitsap
Pour les articles homonymes, voir Kitsap.
Le comté de Kitsap (anglais: Kitsap County) est un comté de l'État américain de Washington. Son siège est Port Orchard. Selon le recensement de 2010, sa population est de 251 133 habitants.

## Géolocalisation
| Comté de Jefferson |          | Comté d'Island                |
|                    | Comté de | Comté de Snohomish            |
| Comté de Mason     |          | Comté de King Comté de Pierce |

## Municipalités du comté
- Kingston